# Blackened Sky
Blackened Sky es el álbum debut de la banda escocesa de rock alternativo Biffy Clyro, producido en su gran mayoría por la banda y Chris Sheldony publicado el 10 de marzo de 2002 a través de Beggars Banquet Records. Llegó al puesto número 78 de la lista británica de discos y se extrajeron cuatro sencillos. En 2012 se publicó una edición remasterizada deluxe, que además de las doce canciones originales cuenta con dos canciones extraídas de su primer EP thekidswhopoptodaywillrocktomorrow y varias caras B de los sencillos.

## Recepción
La recepción de los críticos para el álbum debut de Biffy Clyro fue diversa. John Murphy, del sitio web independiente  musicOMH, comentó en 2002 que Blackened Sky evidenciaba que Biffy Clyro era "la nueva banda más excitante de Gran Bretaña", comparándolos con Nirvana y alabando elementos como la consistencia en las actuaciones vocales. A pesar de ello su crítica no fue totalmente positiva, comentando que "con este disco... la banda a veces pierde el equilibrio entre luces y sombras", añadiendo que "No hay ni rastro de una canción sobresaliente,... aunque si te tomas tu tiempo para explorar Blackened Sky encontrarás algunas joyas dignas de explorar". Jason MacNeil de PopMatters también estuvo indeciso, llegando a la conclusión de que Blackened Sky es "en general un creíble primer paso a pesar de algunos fallos de juicio".
El crítico de Allmusic Dean Carlson fue menos generoso, otorgando tan solo una puntuación de 1,5 de 5, diciendo que en el disco "la banda explora todos los aspectos menos interesantes del grunge estadounidense publicado una década tarde", añadiendo que Biffy no alcanzó las expectaivas creadas debido al bombo publicitario anterior a la publicación del disco.

## Lista de canciones
Todas las letras escritas por Simon Neil, toda la música compuesta por Biffy Clyro. 
| N.º | Título                                           | Duración |  |
| 1.  | «Joy.Discovery.Invention»                        | 3:38     |  |
| 2.  | «27»                                             | 3:27     |  |
| 3.  | «Justboy»                                        | 4:22     |  |
| 4.  | «Kill the Old, Torture Their Young»              | 6:12     |  |
| 5.  | «The Go-Slow»                                    | 3:59     |  |
| 6.  | «Christopher's River»                            | 4:09     |  |
| 7.  | «Convex, Concave»                                | 4:28     |  |
| 8.  | «57»                                             | 3:21     |  |
| 9.  | «Hero Management»                                | 4:46     |  |
| 10. | «Solution Devices»                               | 3:18     |  |
| 11. | «Stress on the Sky»                              | 4:14     |  |
| 12. | «Scary Mary» (lyrics co-written by Martin Scott) | 3:06     |  |

| 2012 remastered edition bonus tracks |                                               |          |  |
| N.º                                  | Título                                        | Duración |  |
| 13.                                  | «Hope for an Angel»                           | 4:06     |  |
| 14.                                  | «Less the Product»                            | 6:05     |  |
| 15.                                  | «Instructio4»                                 | 5:53     |  |
| 16.                                  | «Breatheher»                                  | 3:55     |  |
| 17.                                  | «Unsubtle»                                    | 2:27     |  |
| 18.                                  | «Being Gabriel»                               | 6:20     |  |
| 19.                                  | «Time as an Imploding Unit/Waiting for Green» | 9:25     |  |
| 20.                                  | «All the Way Down Chapter 2»                  | 3:49     |  |
| 21.                                  | «The Houses of Roofs»                         | 5:13     |  |

## Personal
| Biffy Clyro - Simon Neil – voz, guitarra, producción - James Johnston – bajo, voz, producción - Ben Johnston – batería, voz, producción Músicos adicionales - Lyndsey Joss – instrumentos adicionales (pista 15) - Martin Scott – batería (pista 15) Personal adicional - Chris Blair – masterización - Phil Lee – diseño gráfico - Tom Collier – fotografía de portada - Paul McCallum – fotografía de la banda | Personal técnico - Chris Sheldon – producción, grabación e ingeniería (pistas 1, 3, 4, 6 y 9–12), mezclas - Paul Corkett – producción, grabación e ingeniería (pistas 5, 7 y 8) - DP Johnson – producción, grabación e ingeniería (pistas 2 y 15–20) - S.A.G. – producción, grabación e ingeniería (pistas 2 y 15–20) - Mike Walker –producción, grabación e ingeniería (pista 13) - Jamie Hart – asistente de producción (pista 13) - Dan Swift – ingeniería (pista 21) - Dan Austin – asistente del ingeniero - Graham Dominy – asistente del ingeniero - Kevin Gallagher – asistente del ingeniero - Sam Miller – asistente del ingeniero |